# Octhispa obscura
Octhispa obscura es una especie de insecto coleóptero de la familia Chrysomelidae.
Fue descrita científicamente en 1911 por Wesie.